# Emilio López (militar)
General Emilio López fue un militar mexicano que participó en la Revolución mexicana. Nació en Morelos. Militó primero en las fuerzas del Ejército Libertador del Sur, bajo las órdenes del general Emiliano Zapata; incluso formó parte de su Estado Mayor y fue comisionado para conferenciar con el general Francisco Villa al producirse la escisión revolucionaria entre Venustiano Carranza y Francisco Villa; a resultas de ello se incorporó a la División del Norte e ingresó a la escolta de los "Dorados". Murió en Rosario, Durango, el 9 de marzo de 1917, durante el combate contra las fuerzas del general Francisco Murguía. 